# Maffeo Giovanni Ducoli
Maffeo Giovanni Ducoli (* 7. November 1918 in San Mauro di Saline, Provinz Verona, Italien; † 28. August 2012 in Negrar, Provinz Verona) war römisch-katholischer Bischof von Belluno-Feltre. 

## Leben
Maffeo Giovanni Ducoli stammte aus San Mauro di Saline, einem Bergdorf, in dem Zimbrisch gesprochen wurde. Er empfing am 30. Mai 1942 in Savona die Priesterweihe und war als Seelsorger in Sciarborasca tätig. 1944 wurde er Vizerektor des Istituto studenti ecclesiastici, das Studenten aus dem Päpstlichen Irisches Kolleg in Rom beherbergte. Er graduierte 1946 in Kanonischem Recht an der römischen Päpstlichen Lateranuniversität und studierte 1947/48 an der Päpstlichen Diplomatenakademie.
Giovanni Ducoli trat in den diplomatischen Dienst des Heiligen Stuhls ein und wurde im Dezember 1948 Leiter der Nuntiatur in Honduras und auch Sekretär der Nuntiatur in Nicaragua und Chargé d’affaires ad interim in Honduras. 1952 kehrte er nach Rom zurück und wurde Stellvertreter von Bischof Giovanni Battista Montini (ab 1963: Paul VI.) im Staatssekretariat. 1954 wurde er in die Päpstliche Kommission für das Marianische Jahr berufen. Nach Änderungen in der Verwaltungsstruktur des Staatssekretariates arbeitete er mit Staatssekretär Domenico Kardinal Tardini  zusammen und bis 1967 mit den Kurienerzbischöfen und späteren Kardinälen Antonio Samorè und Agostino Casaroli.
1956 wurde er Mitglied der päpstlichen Delegation unter der Leitung von Fernando Kardinal Cento für den Eucharistischen Kongress von Córdoba (Argentinien). Als enger Mitarbeiter von Erzbischof Samore war Maffeo Giovanni Ducoli auch Mitglied der Kommission für Lateinamerika. In dieser Funktion hatte er häufige Kontakte mit Giuseppe Carraro, dem späteren Bischof von Verona; der stark in die Organisation und den Aufbau des lateinamerikanischen Seminars in Verona involviert war.
Papst Paul VI. ernannte ihn am 22. April 1967 zum Titularbischof von Fidenae und zum Weihbischof in Verona. Der Bischof von Verona Giuseppe Carraro spendete ihm am 14. Mai 1967 die Bischofsweihe; Mitkonsekratoren waren Mario Casariego y Acevedo CRS, Erzbischof von Guatemala-Stadt, und Giuseppe Lenotti, Bischof von Foggia. 
Am 7. Oktober 1975 wurde er von Papst Paul VI. zum ersten Bischof der zusammengelegten Diözese Belluno-Feltre ernannt.
Maffeo Giovanni Ducoli lud Papst Johannes Paul II. zum ersten Urlaub eines Papstes nach Jahrhunderten außerhalb Castel Gandolfo in das Dolomitendorf Lorenzago di Cadore ein und konnte den Heiligen Vater am 26. August 1979 in Belluno, Marmolada und Agordo sowie sechs weitere Male begrüßen. Er engagierte sich für die Seligsprechung von Papst Johannes Paul I., mit dem er persönlich bekannt war. Er war Initiator der Errichtung des Heiligtums Il santuario della Madonna sull’Alpe del Nevegàl und Initiator der Restaurierung der Kathedrale St. Martin in Belluno, die zu einer Basilika minor Motu proprio ernannt wurde, und weiterer historischer Gebäude in Belluno. Er widmete sich besonders der „Seelsorge des Tourismus“ und forcierte zusammen mit Villaggio senza barriere die Entwicklung des Dorfes Villaggio San Paolo in Cavallino, einer Einrichtung für körperlich und geistig behinderte Menschen, und unterstützte die Initiative „Dorf ohne Grenzen.“
Am 2. Februar 1996 nahm Papst Johannes Paul II. seinen altersbedingten Rücktritt an.

## Ehrungen
- Großes Bundesverdienstkreuz (1959)
- Großoffizier (Grande Ufficiale) des Verdienstordens der Italienischen Republik (1981)
- Großkreuz (Cavaliere di Gran Croce) des Verdienstordens der Italienischen Republik (2008)